# Anupam Shyam
Anupam Shyam Ojha (Pratapgarh, 20 de septiembre de 1957-Bombay, 8 de agosto de 2021) fue un actor indio de cine y televisión, reconocido por interpretar papeles de villanos en la mayoría de sus películas.

## Biografía
Interpretó el papel de Thakur Sajjan Singh en la serie de STAR Plus TV Mann Kee Awaaz Pratigya (2009), y apareció en películas como Lajja, Nayak, Dubai Return, Parzania, Hazaaron Khwaishein Aisi, Shakti: The Power, Bandit Queen y en la internacionalmente elogiada Slumdog Millionaire (2008). Su última aparición ocurrió en la serie Mann Kee Awaaz Pratigya 2.
Falleció el 8 de agosto de 2021 a los sesenta y tres años por múltiples fallas orgánicas.

## Filmografía

### Cine y televisión
- Sardari Begum (1996)
- Dastak (1996)
- Jaya Ganga (1996)
- Tamanna (1997)
- Daava (1997)
- Hazaar Chaurasi Ki Maa (1998)
- Dushman (1998)
- Satya (1998)
- Dil Se.. (1998)
- Such a Long Journey (1998)
- Zakhm (1998)
- Pyaar To Hona Hi Tha (1998)
- Kachche Dhaage (1999)
- Sangharsh   (1999)
- Lagaan (2000)
- Love Ke Liye Kuch Bhi Karega  (2001)
- Nayak: The Real Hero (2001)
- Shakti: The Power (2002)
- Market (2003)
- Paap (2004)
- Hanan (2004)
- Hazaaron Khwaishein Aisi (2005)
- Sab Kuch Hai Kuch Bhi Nahin  (2005)
- The Rising: Ballad of Mangal Pandey (2005)
- Parzania (2005)
- Jigyaasa (2006)
- The Curse of King Tut's Tomb (2006)
- Golmaal (2006)
- Dhokha (2007)
- Halla Bol (2008)
- Slumdog Millionaire (2008)
- Raaz – The Mystery Continues (2009)
- Well Done Abba (2009)
- Wanted (2009)
- Rakta Charitra I (2010)
- Rakta Charitra II (2010)
- Kajraare (2010)
- Akeli (2014)
- Gandhigiri (2015)
- Munna Michael (2017)
- 706 (2019)